# لمساعدة الغربيين (أولادابراهيم الغربيين)
لمساعدة الغربيين هو دُوَّار يقع بجماعة بئر مزوي، إقليم خريبكة، جهة بني ملال خنيفرة في المملكة المغربية. ينتمي الدوّار لمشيخة أولادابراهيم الغربيين التي تضم 3 دواوير. يقدر عدد سكانه بـ 1132 نسمة حسب الإحصاء الرسمي للسكان والسكنى لسنة 2004.

## روابط خارجية
- البوابة الوطنية للجماعات الترابية نسخة محفوظة 12 مارس 2018 على موقع واي باك مشين.
- المندوبية السامية للتخطيط